# Liste der Seychellen-Inseln

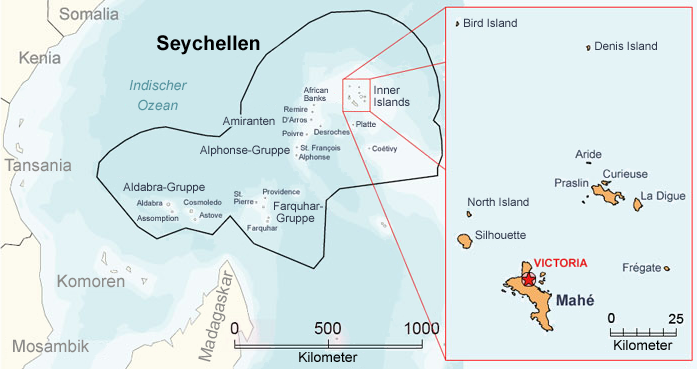
Karte der Seychellen mit einzelnen Gruppen und Atollen

Die Republik der Seychellen besteht aus 115 Inseln und gliedert sich in die hauptsächlich aus Granitstein bestehenden Inner Islands, welche die eigentlichen Seychellen darstellen, sowie in zahlreiche kleine Koralleninseln und Atolle, die sogenannten Outer Islands, die auf einer Meeresfläche von über 400.000 km² verteilt liegen. 

## Inner Islands

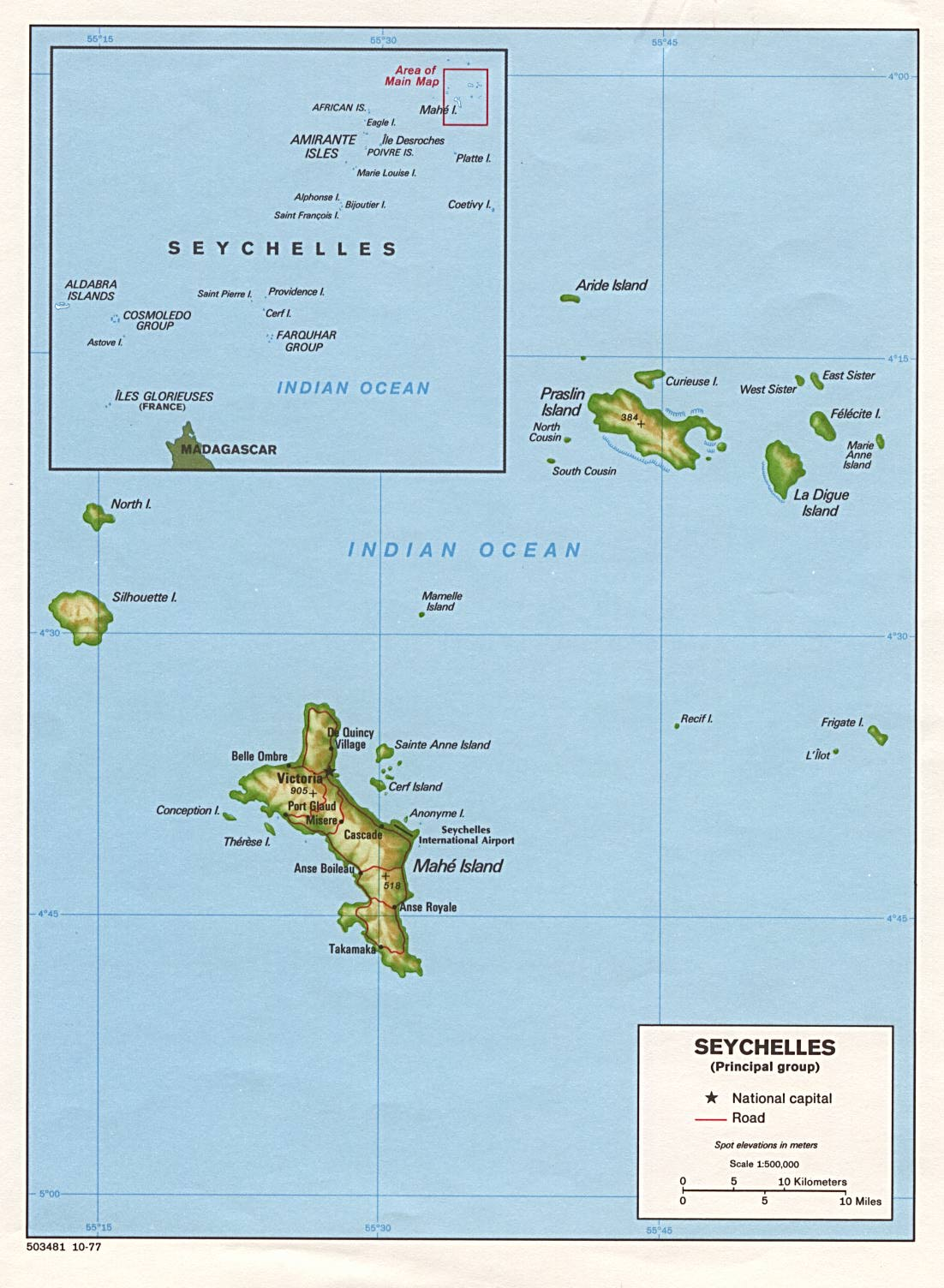
Karte der Seychellen, die „Inner Islands“ im Detail

### Granitinseln
- Mahé
- Praslin
- Silhouette
- La Digue
- Curieuse
- Félicité
- Frégate
- Sainte Anne
- North Island
- Île au Cerf
- Marianne
- Grande Sœur (East Sister)
- Thérèse
- Aride
- Conception
- Petite Sœur (West Sister)
- Cousin
- Cousine
- Long Island
- Île aux Récifs
- Ronde (Praslin)
- Anonyme
- Mamelles
- Île Moyenne
- Île aux Vaches Marines
- L'Islette
- Île Sèche
- Île Cachée
- Île aux Cocos
- Ronde (Mahé)
- L'Îlot Frégate
- Booby Island
- Chauve Souris (Mahé)
- Chauve Souris (Praslin)
- La Fouche
- Île Hodoul
- L'Ilot
- Île Aux Rats
- Souris
- Île St. Pierre
- Zavé
- Grande Rocher (Harrison Rocks)

### Nördliche Koralleninseln
- Bird Island (Île aux Vaches)
- Denis Island (Île Denis)

## Outer Islands

### Südliche Koralleninseln
- Platte
- Coëtivy

### Amiranten
- African Banks
  - North Island (Île du Nord)
  - South Island (Île du Sud)
- Remire
- D’Arros
- Saint-Joseph-Atoll
  - St. Joseph
  - Fouquet
  - Ressource
  - Petit
  - Carcassaye
  - Grand Carcassaye
  - Benjamin
  - Banc Ferrari
  - Chien
  - Pelican
  - Vars
  - Île Paul
  - Banc de Sable
  - Bancs Cocos
- Bertaut-Riff
  - Sand Cay
- Desroche-Atoll
- Poivre-Atoll
  - Poivre
  - Florentin
  - Île du Sud
- Étoile Cay
- Boudeuse
- Marie Louise
- Desnœufs (Desnoeufs)

### Alphonse-Gruppe
- Alphonse-Atoll
  - Alphonse Island
- Saint-François-Atoll
  - Bijoutier
  - Saint François

### Farquhar-Gruppe
- Farquhar-Atoll
  - Île du Nord
  - Île du Sud
  - Manaha Nord
  - Manaha Milieu
  - Manaha Sud
  - Goelettes
  - Lapin
  - Île du Milieu
  - Depose
  - Bancs de Sable
- Providence-Atoll
  - Providence
  - Cerf
  - Bancs Providence
- Saint-Pierre-Insel

### Aldabra-Gruppe
- Aldabra-Atoll
  - Grande Terre (South Island)
  - Picard (West Island)
  - Polymnie Island
  - Coconut Island (in der Aldabra-Lagune)
  - Euphrates Island (in der Aldabra-Lagune)
  - Malabar (Middle Island)
  - Île aux Cedres
  - Île Michel
  - Île Esprit
  - Île Moustiques
  - Îlot Parc
  - Îlot Emile
  - Îlot Yangue
  - Îlot Dubois
  - Îlot Magnan
  - Île Lanier
- Assomption
- Astove
- Cosmoledo-Atoll
  - Menai
  - Île du Nord
  - Île Nord-Est
  - Île du Trou
  - Goëlette
  - Grande Polyte
  - Petit Polyte
  - Grande Île (Wizard)
  - Pagode
  - Île du Sud
  - Île Baleine
  - Île Chauve Souris
  - Île aux Macaques
  - Île aux Rats
  - Île Observation
  - Île Sud-Est
  - Îlot la Croix